# Trididemnum lanugineum
Trididemnum lanugineum is een zakpijpensoort uit de familie van de Didemnidae. De wetenschappelijke naam van de soort werd in 2010 voor het eerst geldig gepubliceerd door Françoise Monniot.